# Piekło zależności

Przykład niemożliwych do spełnienia zależności przy instalacji programów

Piekło zależności (ang. dependency hell) – potoczny termin określający błędnie zdefiniowane lub trudne do spełnienia zależności, uniemożliwiające lub utrudniające instalację programów.
Trudne do spełnienia zależności występują na przykład w wypadku instalowania dwóch programów, z których każdy wymaga innej wersji tego samego pakietu (oba są od niego zależne).
Innym znanym problemem z zależnościami jest ich wpadnięcie w „niekończące się drzewo”, gdzie każdy pakiet wymaga zainstalowania kilku następnych pakietów. Popularne menedżery pakietów wyposażane są w funkcje, które starają się nie dopuścić do takich sytuacji.